# 23-as villamos (München)
A müncheni 23-as jelzésű villamos a Schwabing Nord és a Münchner Freiheit között közlekedik.

## Útvonala
| Münchner Freiheit felé                                           | Schwabing Nord felé                                              |
| ---------------------------------------------------------------- | ---------------------------------------------------------------- |
| Schwabing Nord - Weißenhofeg - Leopoldstraße - Münchner Freiheit | Münchner Freiheit - Leopoldstraße - Weißenhofeg - Schwabing Nord |

## Megállóhelyei
| 23 (Schwabing Nord – Münchner Freiheit) |                              |                 |                        |
| Menetidő (perc)                         | Megállóhely                  | Menetidő (perc) | Átszállási kapcsolatok |
| 0                                       | Schwabing Nord végállomás    | 7               | 177                    |
| 1                                       | Domagkstraße                 | 6               | 50                     |
| 2                                       | Anni-Albers-Straße           | 5               |                        |
| 3                                       | Am Münchner Tor              | 4               |                        |
| 5                                       | Parzivalplatz                | 3               | 140 , 141 , 142        |
| 7                                       | Potsdamer Straße             | 1               | 52 , 142               |
| 8                                       | Münchner Freiheit végállomás | 0               | , 53 , 54 , 59 , 142   |